# Molojava, Horodnea
Molojava (în ucraineană Моложава) este localitatea de reședință a comunei Molojava din raionul Horodnea, regiunea Cernihiv, Ucraina.

## Demografie
Componența lingvistică a localității Molojava
     Ucraineană (98,37%)
     Rusă (1,63%)
Conform recensământului din 2001, majoritatea populației localității Molojava era vorbitoare de ucraineană (98,37%), existând în minoritate și vorbitori de rusă (1,63%).